# Chris Kyle
Christopher Scott Kyle (Odessa, Texas; 8 de abril de 1974-Glen Rose, Texas; 2 de febrero de 2013) fue un francotirador y militar estadounidense perteneciente a los SEAL de la Armada de los Estados Unidos, famoso por ser el francotirador más letal de la historia militar estadounidense.
Durante la invasión de Irak de 2003 y la guerra de Irak, los iraquíes lo apodaron Al-Shaitan Ramad (el Demonio de Ramadi).

## Biografía
Fue hijo de un matrimonio religioso que se dedicaba a las labores de su granja. A los ocho años de edad, recibió como regalo un rifle Springfield; junto con su padre, se aficionó a la cacería de faisanes, codornices y ciervos, y desarrolló una gran aptitud en el manejo efectivo de un arma. Posteriormente, le regalaron una escopeta. Intentó ganarse la vida como cowboy de rodeos en su estado, pero un accidente grave en un brazo lo retiró de los rediles.

### Carrera militar
Solicitó ingresar al cuerpo de Operaciones especiales de los Marines (U. S. Marine Corps Special operations) en 1999. Sin embargo, y debido a su reciente lesión en un brazo, el reclutador le sugirió unirse a los SEAL, donde tenía más posibilidades y fue finalmente aceptado. Realizó el curso de francotiradores y fue calificado para Servicios especiales de los SEAL
Una vez graduado en 2002, contrajo matrimonio con Taya, su novia de entonces, con quien tuvo dos hijos. Fue asignado al Equipo 3 del pelotón Charlie de los SEAL. En 2003, en el marco de la Operación Libertad iraquí, en su primera campaña, fue destinado a un poblado en Nasiriya.
En la llamada Segunda batalla de Faluya, causó 40 bajas entre los insurgentes iraquíes, pero fue en la ciudad de Ramadi donde hizo su mayor cantidad de objetivos confirmados. Su fama se extendió a tal punto que la insurgencia iraquí le puso precio a su cabeza. Se le adjudicaron 160 bajas totales confirmadas, aunque él mismo aseguró haber eliminado al menos a 250 insurgentes. . Por su desempeño, recibió dos Estrellas de Bronce y tres Estrellas de Plata después de cuatro campañas. Se retiró con el apodo y fama dado por sus pares de La leyenda. En total, permaneció diez años en los SEAL, hasta 2009, cuando se retiró para poder salvar su matrimonio con su esposa.

### Retiro
Fue entrevistado numerosas veces y siempre defendió su labor en Irak con la premisa de que por cada baja de un insurgente iraquí, salvaba varias vidas estadounidenses.

La primera vez, ni siquiera estás seguro de que puedas hacerlo (matar). Pero yo no estaba allí mirando a esas personas como personas. No me preguntaba si tenían familia. Solo estaba tratando de mantener a mi gente a salvo.
Chris Kyle

Fundó una empresa de seguridad privada, Craft International, y escribió un libro autobiográfico, American Sniper, donde relataba sus experiencias en Irak, que resultó todo un éxito de ventas.

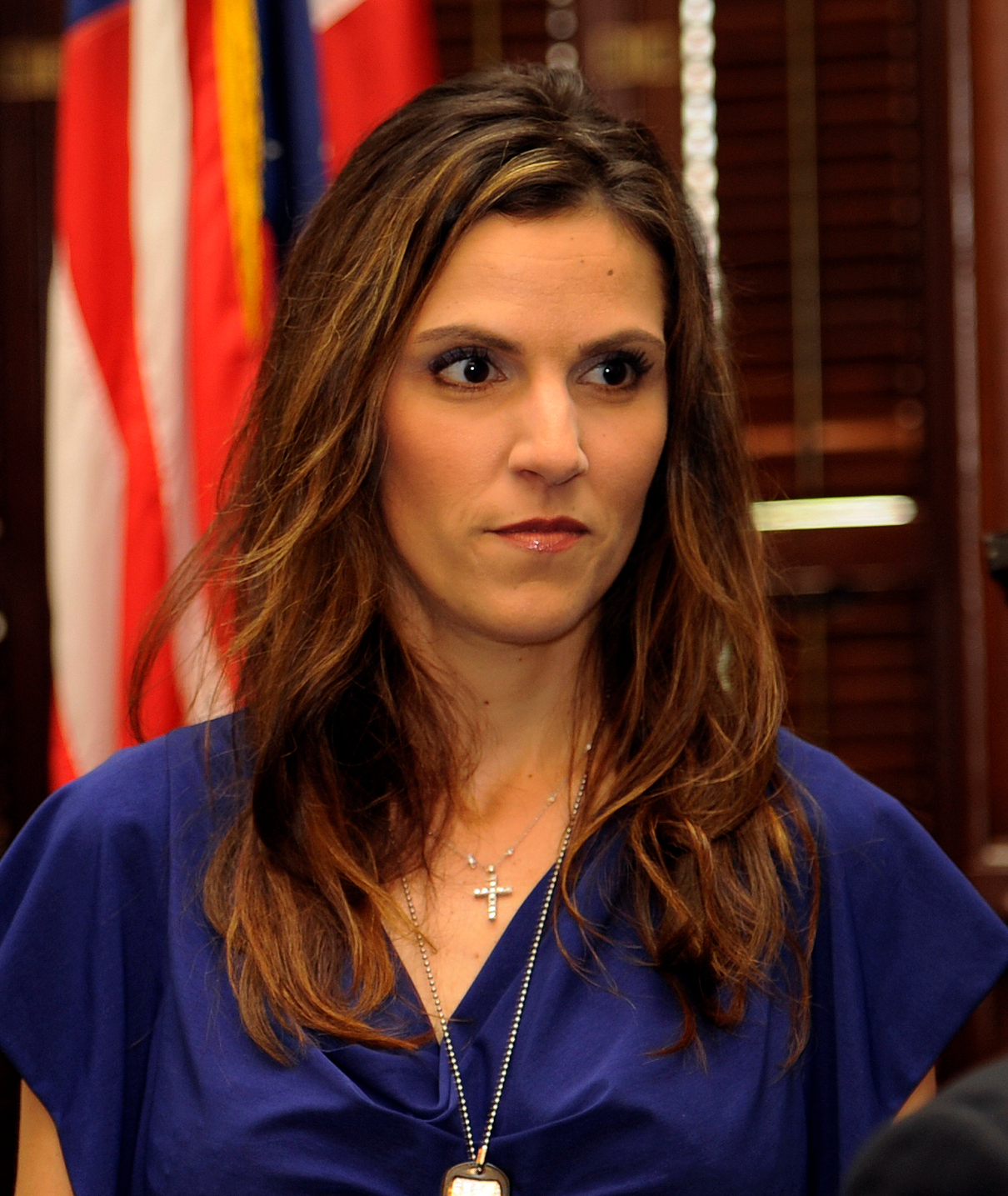
Taya Studebaker-Kyle en agosto de 2013

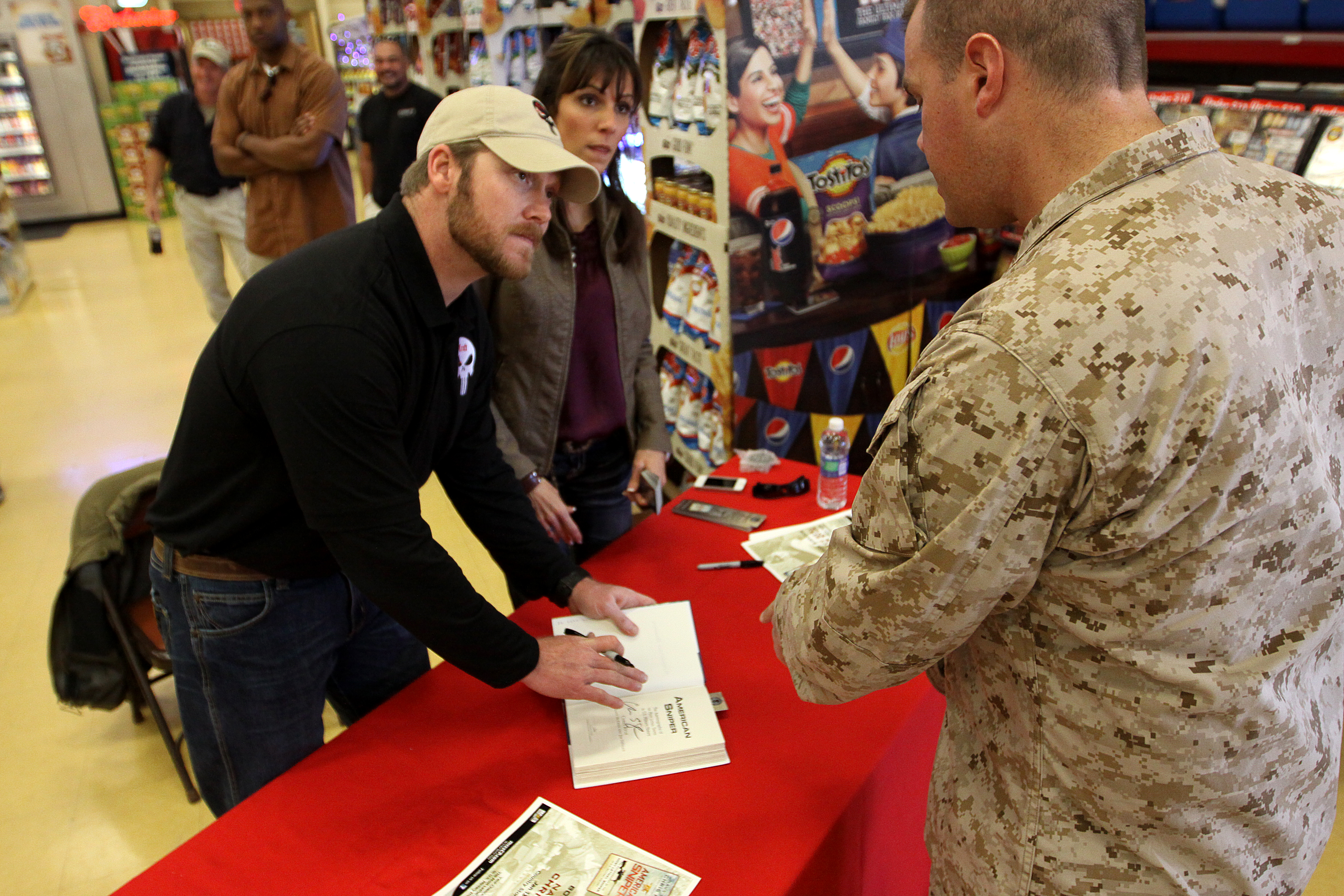
Kyle y su esposa autografiando su libro American Sniper a un veterano en Campo Pendleton (enero 2012)

### Muerte
El 2 de febrero de 2013, Kyle y su amigo Chad Littlefield fueron asesinados por el exmarine Eddie Ray Routh en un polígono de tiro cerca de Chalk Mountain, Texas. Ambos habían quedado para ayudar al marine, que padecía trastorno por estrés postraumático, a superar los traumas que arrastraba desde su regreso de la guerra de Irak. Hacía pocos días había sufrido un brote psicótico e incluso había estado ingresado en el hospital. Pese a ello, Kyle y Littlefield lo llevaron al campo de tiro de Fort Worth, a unos 60 km de distancia pues creían que era muy relajante y terapéutico para los veteranos ir a cazar o a disparar en un polígono de tiro. 
Después de conducir una hora y media, no hubo conversación alguna en la ruta entre los tres ocupantes y el ambiente era tenso; Routh solo los miraba fijo a través del espejo retrovisor,  Kyle discretamente ―mientras conducía― le escribió un mensaje de texto a Chad Littlefield: «This dude is straight-up nuts» (‘este tipo está realmente loco’), y Chad Littlefield le respondió también por mensaje de texto: «He’s right behind me, watch my six» (‘está justo detrás de mí, mira mis seis [jerga militar que significa ‘cuida mis espaldas’]’). Al llegar al campo de tiro, Routh tomó dos pistolas (una pistola calibre .45 M1911 y una pistola SIG Sauer P226 Mk.25 9mm.) y mató primero a Littlefield con siete disparos y a Kyle con otros seis, según relató el mismo asesino a los investigadores. Routh, que entonces tenía 25 años, escapó con el vehículo de Kyle, pero la policía lo detuvo cerca de su casa en Lancaster, al sureste de la ciudad de Dallas.
El 24 de febrero de 2015, tras un juicio de dos semanas celebrado en la ciudad de Stephenville (Texas), y en el que el exmarine intentó eludir la condena argumentando demencia —creía que tanto Kyle como Littlefield querían matarlo puesto que no le habían dirigido la palabra en todo el trayecto—, el jurado regresó con el veredicto después de tan solo tres horas de deliberación. El juez, Jason Cashon, declaró culpable a Routh y lo sentenció a cadena perpetua efectiva sin derecho a libertad condicional.

## Legado
Además de su libro autobiográfico, se estrenó la película American Sniper (2014), del director Clint Eastwood y protagonizada por Bradley Cooper y Sienna Miller. Entre otros premios, fue nominada al Óscar a la mejor película; ganó el Óscar a la mejor edición de sonido. También, en los MTV Movie Awards de 2015, fue nominada en las categorías de mejor película y mejor actuación masculina, donde Bradley Cooper ganó el Golden Popcorn.
Se estableció la Chris Kyle Frog Foundation, organización sin fines de lucro creada para proveer ayuda a los soldados retirados y a sus familias, que pasan por problemas de adaptación después de la guerra. En Texas, el 2 de febrero se ha designado como el Chris Kyle Day para honrar la memoria del veterano fallecido.